# Caroline (sång)
Caroline är en singel/låt släppt av den brittiska rockgruppen Status Quo 31 augusti 1973 på skivbolaget Vertigo.
Nu för tiden brukar gruppen öppna sina konserter med den här låten.
Låten är skriven av gitarristen och sångaren Francis Rossi tillsammans med bandets roadmanager Bob Young på en servett i matsalen på ett hotell i Perranporth, Cornwall 1970. Låten skrevs först som en långsam countrybaserad rocklåt men arrangerades sedan om till klassisk Quo-rock med ett högre tempo.
Låten blev bandets första top-5-hitt.
B-sidan på singeln hette Joanne och skrevs av Alan Lancaster och Rick Parfitt.
Caroline var med på albumet Hello! som också släpptes 1973 och var gruppens första #1 album på brittiska försäljningslistan. Joanne var inte med på något album förrän återutgivningen av Hello! på CD 2005 då den var med som ett bonusspår.

## Instrumentsättning
- Francis Rossi - sång, sologitarr
- Rick Parfitt - stämsång, kompgitarr
- Alan Lancaster - bas
- John Coghlan - trummor

## Album som låten finns på
- Hello! (1973)
- Live (1976)
- 12 Gold Bars (1980)
- Live At The N.E.C. (1982)
- 12 Gold Bars Vol. 2 (1984)
- Rocking All Over The Years (1991)
- Live Alive Quo (1993)
- "Whatever You Want" - the Very Best Of Status Quo (1997)
- Riffs (2003)
- XS All Areas - The Greatest Hits (2004)